# 波罗希 (伊万诺-弗兰科夫斯克州)
48°40′59″N 24°15′1″E / 48.68306°N 24.25028°E

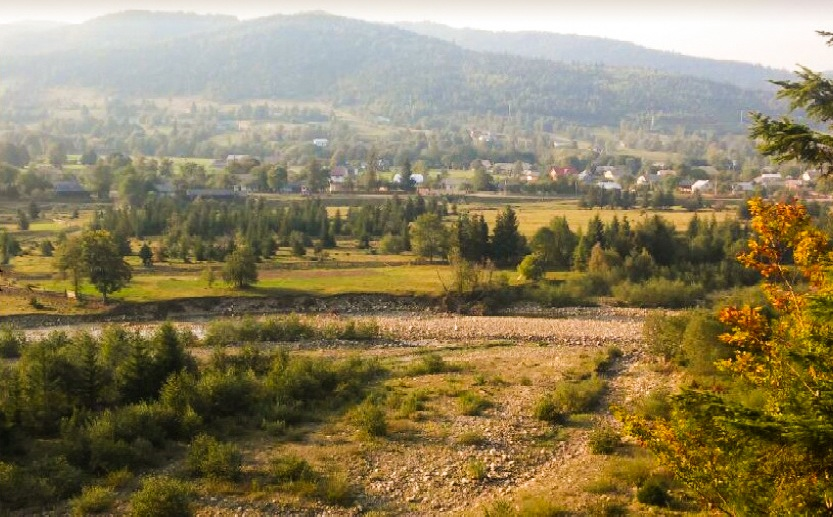
波罗希

波羅希（烏克蘭語：Пороги），是烏克蘭西部的村莊，隸屬伊萬諾-弗蘭科夫斯克州的伊萬諾-弗蘭科夫斯克區索洛特溫市鎮。該村面積34平方公里，2001年人口3,126，人口密度每平方公里91.9人。